# Żytkiejmy (gromada)
Żytkiejmy – dawna gromada, czyli najmniejsza jednostka podziału terytorialnego Polskiej Rzeczypospolitej Ludowej w latach 1954–1972.
Gromady, z gromadzkimi radami narodowymi (GRN) jako organami władzy najniższego stopnia na wsi, funkcjonowały od reformy reorganizującej administrację wiejską przeprowadzonej jesienią 1954 do momentu ich zniesienia z dniem 1 stycznia 1973, tym samym wypierając organizację gminną w latach 1954–1972.
Gromadę Żytkiejmy z siedzibą GRN w Żytkiejmach utworzono – jako jedną z 8759 gromad – w powiecie gołdapskim w woj. białostockim, na mocy uchwały nr 14/V WRN w Białymstoku z dnia 4 października 1954. W skład jednostki weszły obszary dotychczasowych gromad Błędziszki, Kiekskiejmy, Lenkupie, Skajzgiry i Żytkiejmy oraz miejscowości Golubie, Orliniec, Wysoki Garb i lasy państwowe leśnictwa Maciejowięta z dotychczasowej gromady Maciejowięta ze zniesionej gminy Dubeninki w tymże powiecie. Dla gromady ustalono 9 członków gromadzkiej rady narodowej.
1 stycznia 1972 do gromady Żytkiejmy przyłączono wieś Rakówek o powierzchni 254,38 ha, w tym grunty PGR Skajzgiry o powierzchni 195,52 ha i grunty gospodarstw indywidualnych o powierzchni 58,86 ha z gromady Wiżajny w powiecie suwalskim oraz wieś Kramnik o powierzchni 394,98 ha, w tym grunty PGR Skajzgiry o powierzchni 373,67 ha i grunty gospodarstw indywidualnych o powierzchni 21,31 ha z gromady Smolniki w powiecie suwalskim.
Gromada przetrwała do końca 1972 roku, czyli do kolejnej reformy gminnej.